# Romana Vrede
Romana Vrede (Paramaribo, 24 oktober 1972) is een Nederlandse acteur, theatermaker en schrijver.

## Biografie
Vrede werd geboren in Suriname en verhuisde op vierjarige leeftijd naar Nederland, waar het gezin in Rotterdam ging wonen. Ze is het vierde en jongste kind. Van vaderskant is Vrede creools, van moederskant Zuid-Amerikaans.
Op haar zestiende sloot ze zich voor drie jaar aan bij de Jehova's getuigen.
Vrede doorliep de Toneelschool Arnhem. Daarvoor studeerde ze twee jaar geschiedenis en sociologie.

### Toneel
Vrede was verbonden aan het Onafhankelijk Toneel, waarvoor ze onder meer in de voorstellingen Melanie Klein en Penelope speelde. Ook speelde ze in voorstellingen van Compagnie Dakar, Bogaerdt/VanderSchoot, Bonheur, Theater Artemis en het Noord Nederlands Toneel. In 2016 maakte Vrede de voorstelling Who’s afraid of Charlie Stevens, dat verhaalde over haar eigen autistische zoon.
Vanaf 2016 maakte ze deel uit van het acteursensemble Het Nationale Toneel dat per 2017 opging in Het Nationale Theater. Vrede kreeg bekendheid door haar rol in The Nation, dat werd geregisseerd door Eric de Vroedt.
In 2023 vertolkte Romana Vrede de door haar geschreven monoloog Tijd zal ons leren bij Het Nationale Theater.
In april 2024 kondigde Theater Rotterdam aan dat Vrede vanaf 2025 deel zal uitmaken van de makerscommunity van Theater Rotterdam.

### Toneelregie
In 2022 maakte Vrede haar regiedebuut bij Theater Rotterdam met de voorstelling The story of Travis, gebaseerd op het toneelstuk A raisin in the sun van Lorraine Hansberry.
A raisin in the sun werd voor het eerst opgevoerd in 1959 op Broadway. Het stuk gaat over een Afro-Amerikaanse familie in zuid-Chicago die bestaat uit Walter en Ruth Younger, hun zoon Travis, Walters moeder Lena (Mama) and Walters jongere zus Beneatha. De familie "verhuist naar een rijkere, witte buurt." In het stuk komen thema's aan bod als armoede, huisvestingsdiscriminatie en racisme.
Later zijn er twee toneelstukken geschreven die A raisin in the sun als uitgangspunt hadden: Clybourne Park (2010, door Bruce Norris) gaat over de witte familie die hun huis verkopen aan de Youngers, en vindt dus plaats vlak voor de gebeurtenissen in A raisin in the sun en ook 50 jaar later. Beneatha's Place (2013, door Kwame Kwei-Armah) gaat verder na de gebeurtenissen in A raisin in the sun en heeft Beneatha als hoofdpersonage. De cyclus van drie toneelstukken wordt soms 'The Raisin Cycle' genoemd. De cyclus is in Nederland opgevoerd door Well Made productions (Samora Bergtop en Ellen Tjon A Meeuw) tussen 2016 en 2019. Esther Duysker vertaalde de stukken voor deze Nederlandse productie.
Duysker schreef The story of Travis, het regiedebuut van Vrede, en een vervolg op de cyclus. In dit stuk is Travis het hoofdpersonage. Het speelt zich af in het heden, met flashbacks naar de tijd van de gebeurtenissen in A raisin in the sun. In het stuk acteren onder anderen Ruurt De Maesschalck (Travis als oude man in Nederland), Yamill Jones (Travis als jongen in Chicago), Howard Komproe (Walter), Ritzah Statia (Ruth), Joy Wielkens (Beneatha) en Jetty Mathurin (Mama). Ook de schrijfster van A raisin in the sun, Lorraine Hansberry, is een personage in het stuk, gespeeld door Dionne Verwey en Jennifer Muntslag speelt Nola, de kleindochter van Travis.

### Film en televisie
Vrede had ook rollen in speelfilms en tv-series als Suzanne en de mannen, Oom Henk, Afblijven, TBS, Moordvrouw, De eetclub en Kraaiennest. In december 2017 was Vrede te zien in de kerstspecial van het Human-improvisatieprogramma De vloer op. Op 29 juli 2018 was ze de eerste gast in het nieuwe seizoen van het tv-programma Zomergasten. 
Daarnaast was Vrede regelmatig als tafeldame te zien bij De Wereld Draait Door. Een van de redenen waarom ze naar eigen zeggen tafeldame wilde zijn, was dat ze als tafeldame aandacht kon vragen voor mensen met autisme. In december 2019 zond De Wereld Draait Door de documentaire Dit is de leven uit. Deze documentaire gaat over Vredes zoon, die non-verbaal en autistisch is. In juni 2021 vertolkte ze de rol van conrector in de Videoland-serie Follow de SOA.
In 2023 speelde Romana Vrede in de televisieserie Santos. In juli 2025 vertolkte ze de rol van Daphne de Koning in de Netflix-film Bad Boa's.

### Schrijven
In maart 2020 kwam Vredes debuutroman De nobele autist uit, waarin ze zich richt tot haar zoon en schrijft over zijn leven. In de voetnoten reageert haar zoon fictief op wat zijn moeder schrijft. Het verhaal staat onder meer in het teken van zijn dood, zodat Vrede haar zoon — desalniettemin in romanvorm — kan bijstaan wanneer hij later overlijdt en ze zelf er dan al niet meer is.

## Politiek
Vrede stond op de achttiende plaats van de kandidatenlijst van BIJ1 voor de Tweede Kamerverkiezingen 2021 en op de veertiende plaats voor de Tweede Kamerverkiezingen 2023.

## Privéleven
Vrede woont in Rotterdam. Ze deelde tot 2020 de zorg voor haar zoon met zijn vader, haar ex-man. Sindsdien woont haar zoon in een zorginstelling. Na de echtscheiding kreeg ze een relatie met een vrouw. Naar eigen zeggen voelt ze zich niet meer aangetrokken tot mannen.

## Erkenning en onderscheidingen
- In september 2017 won Vrede de Theo d'Or, de 'toneelprijs voor de beste vrouwelijke hoofdrol', voor haar rol in RACE van Het Nationale Theater. Ze werd hiermee de eerste zwarte actrice die deze prijs won.[15]
- In december 2017 werd Vrede uitgeroepen tot de invloedrijkste vrouw van Nederland in de categorie cultuur in de Opzij Top 100 van het feministische maandblad Opzij.
- Op 23 maart 2023 werd Romana Vrede benoemd tot lid van de Akademie van Kunsten[16]
- The Story of Travis werd geselecteerd voor het Nederlands Theater Festival 2023 en als de 'Keuze van de Wijkjury' in Amsterdam.
- Voor Tijd zal ons leren werden Romana Vrede en OTION genomineerd voor de Theo d'Or voor meest grensverleggende podiumprestatie. Daarnaast werd de voorstelling geselecteerd voor het Nederlands Theater Festival 2024.
- Met Tijd zal ons leren won Romana Vrede in 2025 de Toneelschrijfprijs 2024 voor het beste oorspronkelijk Nederlandstalige stuk.[2]